# Маневровый локомотив

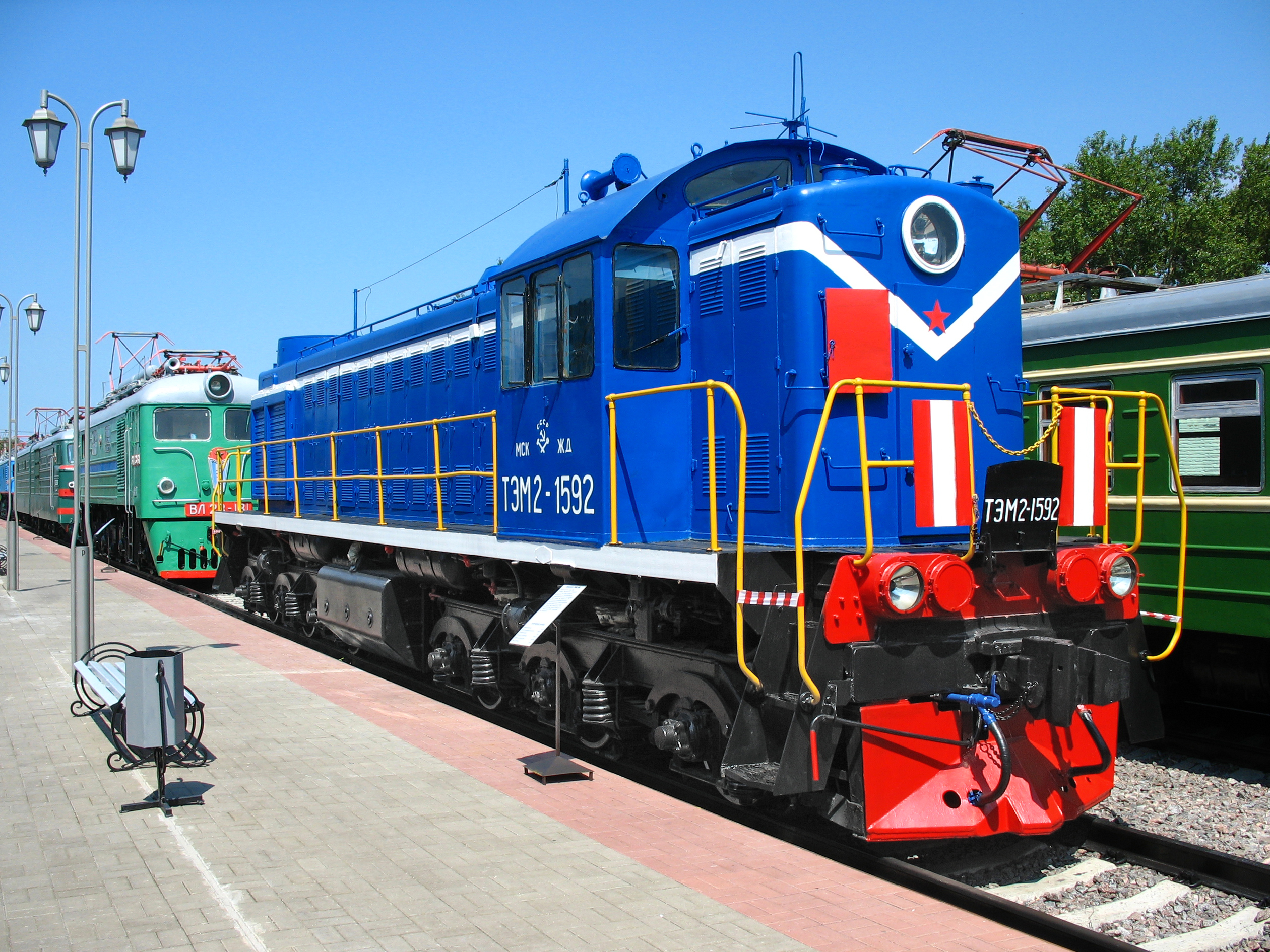
Маневровый тепловоз ТЭМ2-1592 в музее

Маневро́вый локомоти́в — локомотив, предназначенный для маневровых работ на станциях и подъездных путях, то есть для выполнения всех передвижений вагонов по станционным путям, формирования и расформирования поездов, подачи вагонов к грузовым фронтам, на ремонтные пути, перестановки из парка в парк.

## Общие требования к маневровым локомотивам
При выполнении маневровых передвижений маневровый локомотив работает в основном в неустановившихся режимах. Для частых троганий с места и разгонов требуются большой сцепной вес и большие тяговые усилия, поэтому маневровые локомотивы имеют сравнительно большую силу тяги и соответственно невысокие расчётные скорости длительных режимов. Маневровый локомотив должен обеспечивать максимально возможную по условиям безопасности скорость движения, плавное торможение, быстрое реверсирование, высокий среднеэксплуатационный КПД и надёжность. Управление маневровым локомотивом должно осуществляться из одной кабины, откуда должен быть обзор как вперёд, так и назад, так как при манёвровой работе часто меняется направление движения, поэтому переход из одной кабины в другую значительно ухудшил бы производительность труда.
Большинство маневровых локомотивов по состоянию на начало XXI века — тепловозы, так как им приходится работать на второстепенных путях, электрификация которых либо экономически нецелесообразна, либо сопряжена с техническими трудностями. Контактно-аккумуляторные электровозы используются достаточно редко из-за невысокой надёжности и недостаточной мощности при работе от аккумуляторов. Существуют также дизель-электрические маневровые локомотивы — тепловозы, которые оснащены токосъёмником и могут работать в режиме электровоза. В эпоху паровозов на манёврах обычно работали танк-паровозы.

## Требования к мощности
По мере роста объёма перевозок и увеличения массы поездов предъявляются повышенные требования к силе тяги и мощности маневрового локомотива. Особенно высокой мощностью должны обладать маневрово-вывозные локомотивы, которые кроме манёвров на станциях выполняют также передачу составов на соседние станции и узлы. До 1970-х годов мощность дизеля маневрового локомотива составляла 550—770 кВт. В 1980-е годы стали поставляться маневровые локомотивы мощностью (по дизелю) 835—1040 кВт. Работу с тяжеловесными поездами осуществляют маневрово-вывозные тепловозы мощностью 1540 кВт, в перспективе — создание тепловозов мощностью 2300 кВт.
В качестве маневрового локомотива иногда используются магистральные тепловозы, а также любые локомотивы, однако их эффективность значительно уступает эффективности специальных.

## Галерея

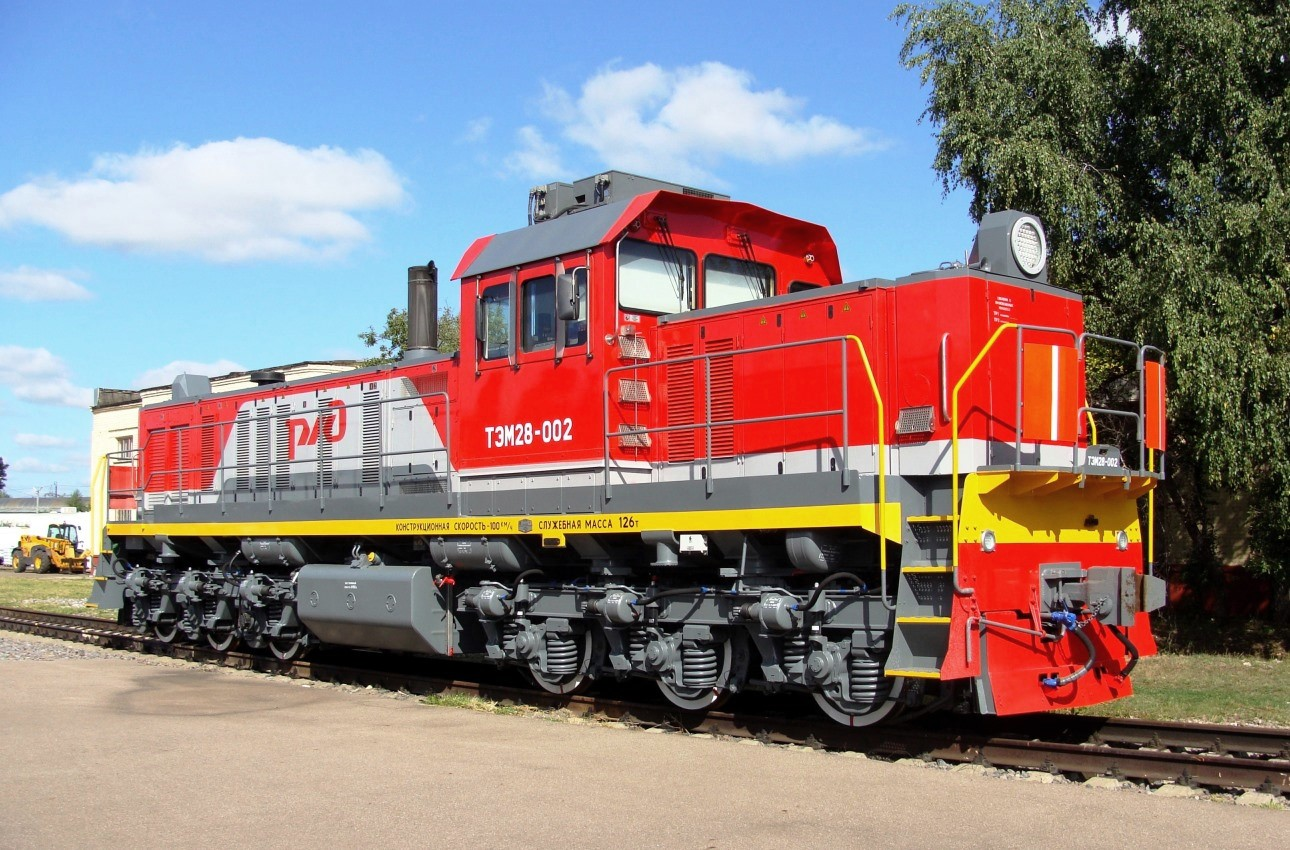
Маневровый тепловоз ТЭМ28
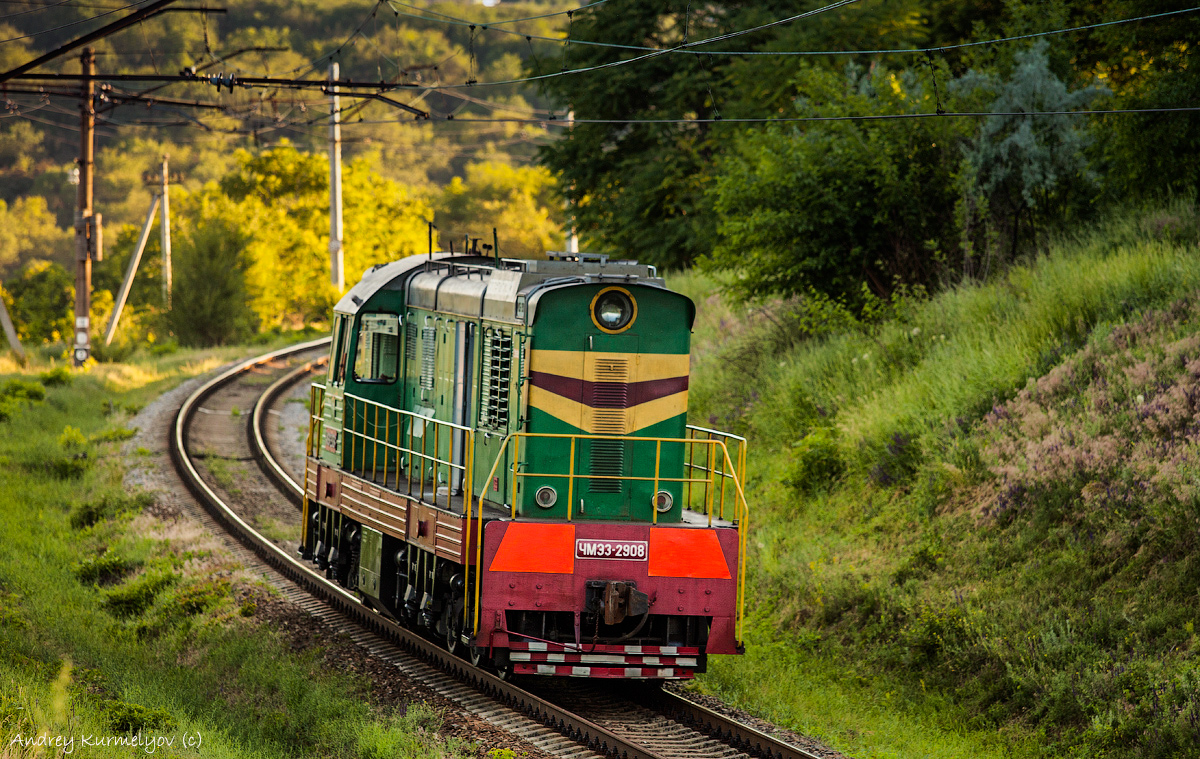
Маневровый тепловоз ЧМЭ3-2908
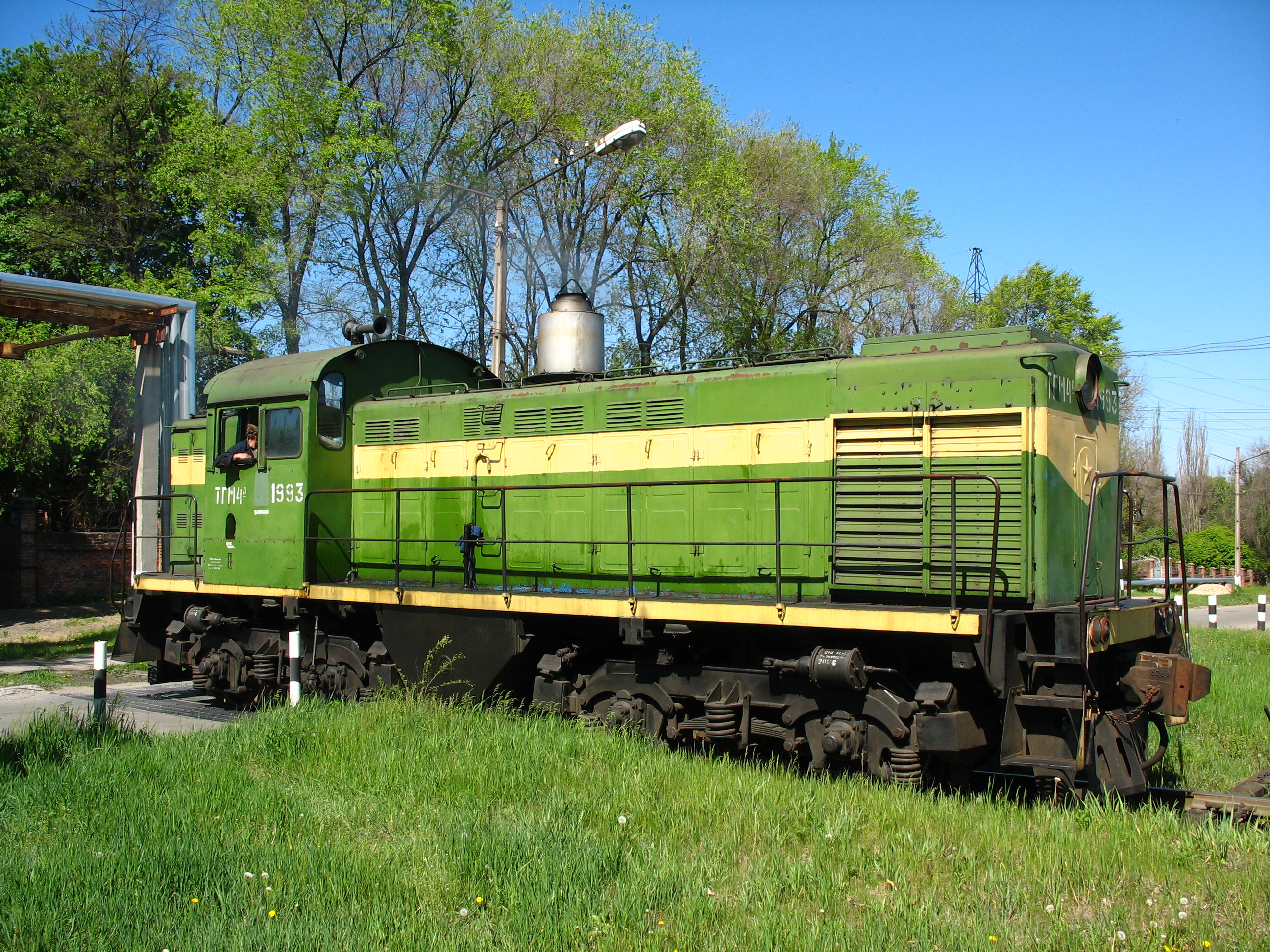
Маневровый тепловоз ТГМ4А-1993
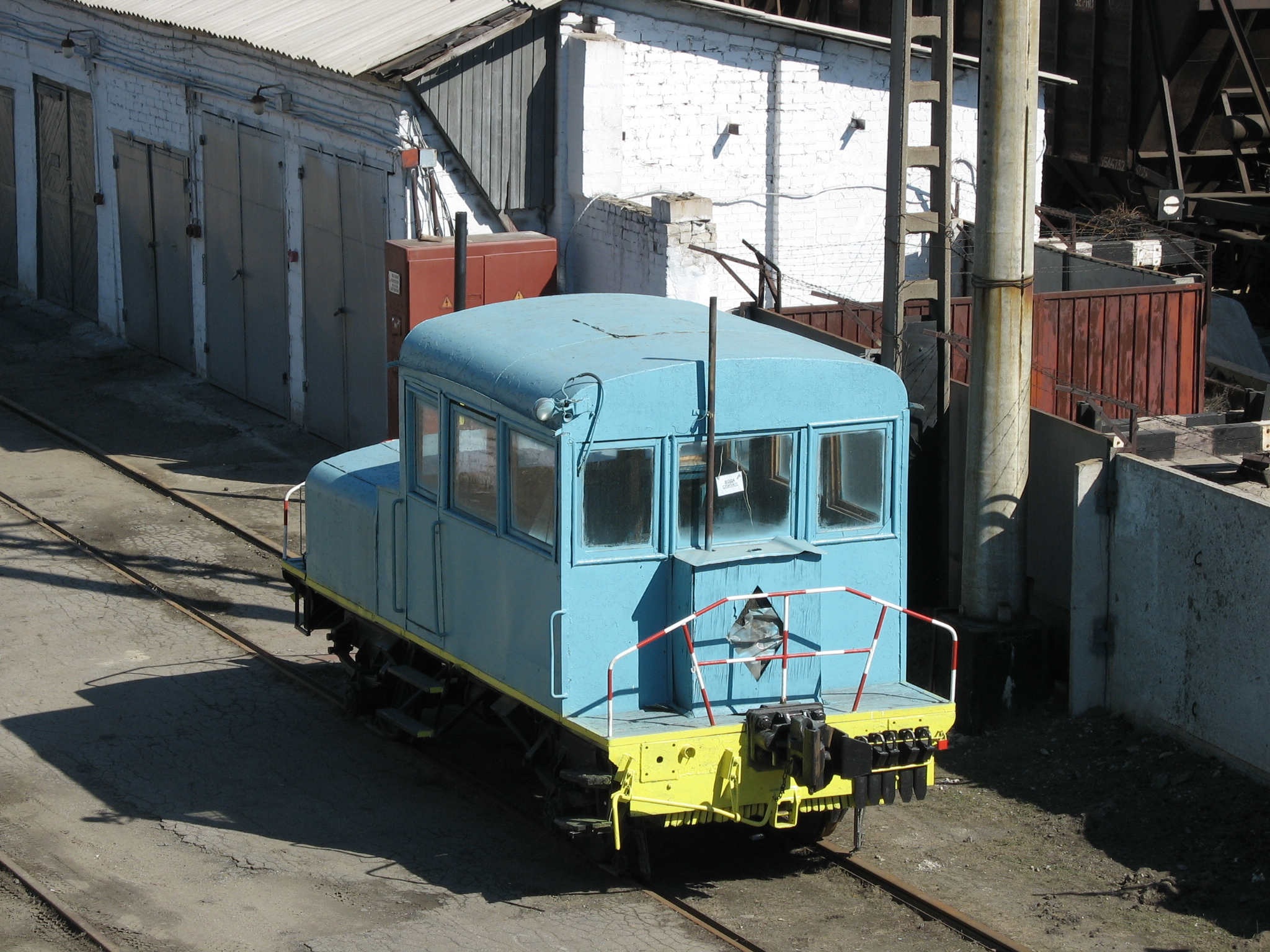
Мотовоз М К/2 15
Контактно-аккумуляторный маневровый электровоз ВЛ26—005
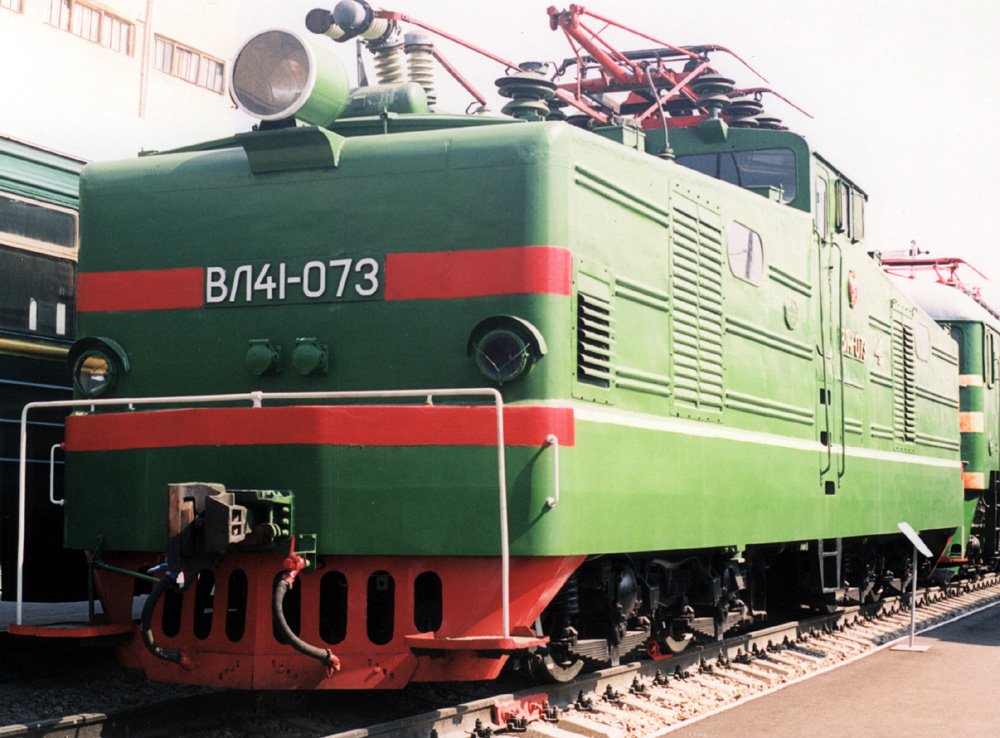
Маневровый электровоз ВЛ41—073
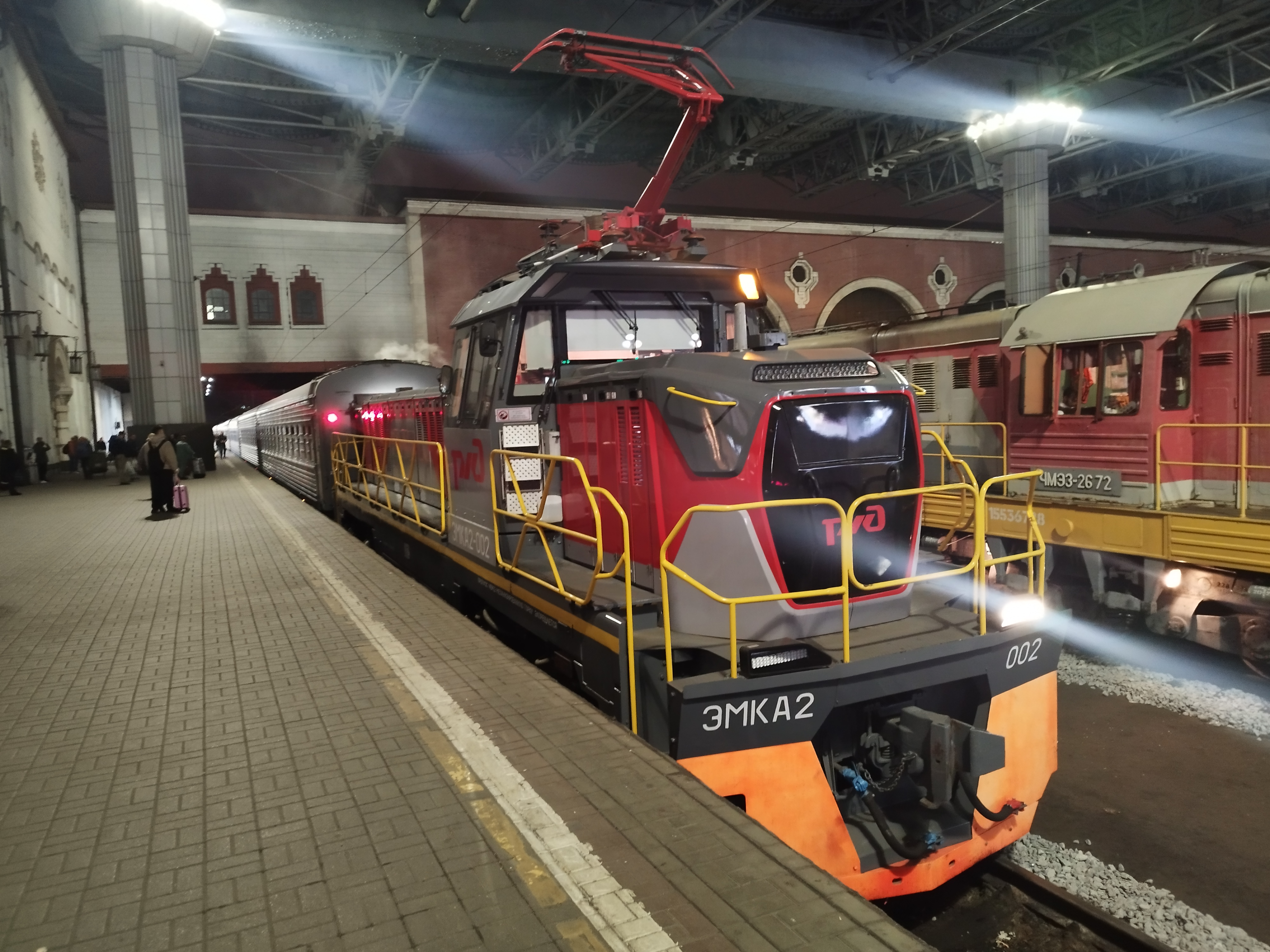
Маневровый контактно-аккумуляторный электровоз ЭМКА2-002